# Dysmilichia proleuca
Dysmilichia proleuca là một loài bướm đêm trong họ Noctuidae.